# Saint-Gaultier
Saint-Gaultier är en kommun i departementet Indre i regionen Centre-Val de Loire i de centrala delarna av Frankrike. Kommunen ligger i kantonen Saint-Gaultier som tillhör arrondissementet Le Blanc. År 2022 hade Saint-Gaultier 1 714 invånare.

## Befolkningsutveckling
Antalet invånare i kommunen Saint-Gaultier
Referens:INSEE